# Friedrich von Sachsen-Meiningen

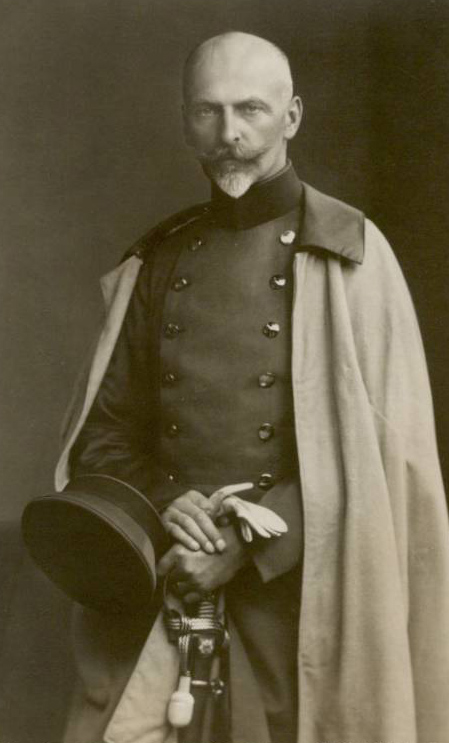
Prinz Friedrich von Sachsen-Meiningen

Friedrich Johann Bernhard Hermann Heinrich Moritz Prinz von Sachsen-Meiningen (* 12. Oktober 1861 in Meiningen; † 23. August 1914 bei Namur in Belgien) war ein Prinz von Sachsen-Meiningen und preußischer Generalleutnant.

## Leben

### Herkunft
Friedrich war ein Sohn des Herzogs Georg II. von Sachsen-Meiningen (1826–1914) aus dessen zweiter Ehe mit Feodora (1839–1872), Tochter des Fürsten Ernst I. zu Hohenlohe-Langenburg. Damit entstammte er dem Haus Sachsen-Meiningen. Sein älterer Bruder Bernhard III. war von 1914 bis 1918 letzter Herzog von Sachsen-Meiningen.

### Studium
Nachdem er zunächst gemeinsam mit seinem älteren Bruder Ernst, unter anderem von Heinrich von Eggeling, erzogen und gebildet worden war, studierte Friedrich an der Universität Bonn. Er wurde im Sommersemester 1880 Mitglied im Bonner Kreis. Er konzentrierte sich auf das Studium. Wie durch ein Wunder ist er während des Laborunterrichts bei Durchführung eines chemischen Experiments schweren Verletzungen entkommen.

### Militärkarriere
Am 4. Januar 1878 wurde Friedrich zum Sekondeleutnant à la suite des 6. Thüringischen Infanterie-Regiments Nr. 95 ernannt. Unter Belassung à la suite wurde er als außeretatmäßiger Sekondeleutnant am 16. Oktober 1881 in das Feldartillerie-Regiment Nr. 15 nach Straßburg versetzt. Daran schloss sich ab 16. Januar 1883 eine Verwendung im 1. Garde-Feldartillerie-Regiment sowie seine Beförderung zum Premierleutnant am 13. Oktober 1887 an. Vom 1. September 1889 bis zum 31. August 1890 war Friedrich zur Dienstleistung beim Königs-Ulanen-Regiment (1. Hannoversches) Nr. 13 kommandiert. Mit Wirkung vom 1. Oktober 1890 folgte seine Versetzung in das Hessische Feldartillerie-Regiment Nr. 11. Dort wurde Friedrich am 27. Januar 1891 zum Hauptmann befördert und zum Chef der 2. reitenden Batterie ernannt. Am 17. Oktober 1893 überwies man ihn unter Belassung in seiner Stellung à la suite des 6. Thüringischen Infanterie-Regiments Nr. 95 zum Generalstab des X. Armee-Korps. Friedrich war dann vom 16. Februar bis zum 19. Mai 1897 im Großen Generalstab tätig, wurde zwischenzeitlich Major und kam anschließend als Abteilungskommandeur in das 2. Rheinische Feldartillerie-Regiment Nr. 23. Es folgte ein Kommando im Bergischen Feldartillerie-Regiment Nr. 59, bis er schließlich am 16. Februar 1902 zum Kommandeur des 5. Badischen Feldartillerie-Regiments Nr. 76 ernannt wurde. Daran schloss sich am 19. Dezember 1907 seine Ernennung zum Kommandeur der 20. Feldartillerie-Brigade in Hannover an.
In Genehmigung seines Abschiedsgesuches wurde Friedrich am 20. Januar 1913 mit der gesetzlichen Pension unter Stellung à la suite des 5. Badischen Feldartillerie-Regiments Nr. 76 zur Disposition gestellt. Er verblieb auch weiterhin à la suite des 6. Thüringischen Infanterie-Regiments Nr. 95. Außerdem führte man ihn in den Dienstalterslisten der Generale fort. Am 18. Februar 1913 wurde er zum Generalleutnant befördert.
Bei Ausbruch des Ersten Weltkrieges erhielt Friedrich gemäß Mobilmachungsbestimmung am 2. August 1914 das Kommando über die 39. Reserve-Infanterie-Brigade. Während der Schlacht bei Namur in der Nähe von Nalinnes (südlich von Charleroi) kam er durch einen Granatsplitter ums Leben. Er war der erste gefallene preußische General dieses Krieges. Sein Sohn Ernst fiel drei Tage später in der Nähe von Maubeuge.
Er ist auf dem Meininger Parkfriedhof bestattet. Auf dem Soldatenfriedhof von Tarcienne befindet sich ein Gedenkstein für Prinz Friedrich. Nach ihm ist die Friedrichstraße im Meininger Stadtteil Ost benannt. Seine Schwester, die Komponistin Marie Elisabeth von Sachsen-Meiningen, widmete ihre Orchester-Fantasie Aus der großen eisernen Zeit (1918) seinem Andenken und dem ihrer drei Neffen.

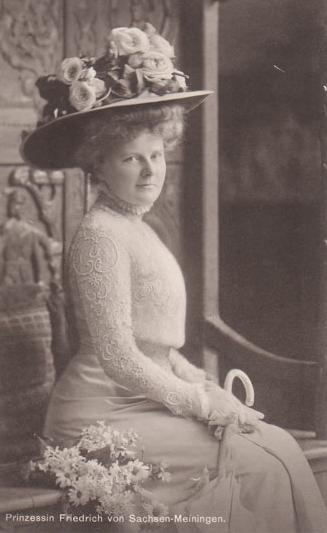
Prinzessin Adelheid zu Lippe-Biesterfeld, Ehefrau von Prinz Friedrich

### Familie
Prinz Friedrich heiratete am 24. April 1889 in Schloss Neudorf Adelheid (1870–1948), Tochter des Grafen Ernst zur Lippe-Biesterfeld und Schwester des letzten Fürsten von Lippe. Das Paar hatte sechs Kinder:
- Feodora (1890–1972)

⚭ 1910 Großherzog Wilhelm Ernst von Sachsen-Weimar-Eisenach (1876–1923)
- Adelheid (1891–1971)

⚭ 1914 Prinz Adalbert von Preußen (1884–1948)
- Georg (1892–1946), Titularherzog von Sachsen-Meiningen

⚭ 1919 Gräfin Klara Maria von Korff, genannt Schmising-Kerssenbrock (1895–1992)
- Ernst (1895–1914), gefallen bei Maubeuge
- Luise (1899–1985)

⚭ 1936 Freiherr Götz von Wangenheim (1895–1941)
- Bernhard (1901–1984), 1946–1984 Titularherzog von Sachsen-Meiningen

⚭ 1931–1947 Margot Grössler (1911–1998)
⚭ 1948 Freiin Vera Schäffer von Bernstein (1914–1994)